# Coppa del Mondo di slalom (snowboard)
La Coppa del Mondo di slalom era un trofeo assegnato annualmente dalla Federazione Internazionale Sci (FIS), a partire dalla stagione 1994/1995 e fino alla stagione 1998/1999, allo snowboarder ed alla snowboarder che otteneva il punteggio complessivo più alto nelle gare di slalom del circuito della Coppa del Mondo di snowboard.

## Albo d'oro
| Stagione  | Uomini             | Uomini    | Donne           | Donne       |
| Stagione  | Vincitore          | Nazionale | Vincitrice      | Nazionale   |
| --------- | ------------------ | --------- | --------------- | ----------- |
| 1994/1995 | Peter Pichler      | Italia    | Marcella Boerma | Paesi Bassi |
| 1995/1996 | Peter Pichler (2)  | Italia    | Karine Ruby     | Francia     |
| 1996/1997 | Karl Frenademez    | Italia    | Karine Ruby     | Francia     |
| 1997/1998 | Richard Rikardsson | Svezia    | Karine Ruby (3) | Francia     |
| 1998/1999 | Mathieu Bozzetto   | Francia   | Marion Posch    | Italia      |